# Ackerstrasse
Ackerstrasse, tysk stavning: Ackerstraße, är en 1,8 kilometer lång gata i stadsdelarna Mitte och Gesundbrunnen i norra delen av Berlins innerstad.

## Sträckning
Ackerstrasse börjar vid Linienstrasse i Mitte, fortsätter norrut till Invalidenstrasse, svänger här av åt nordväst och fortsätter fram till Scheringstrasse i Gesundbrunnen. Gatnumreringen följer den äldre Berlinstandarden med hästskonumrering, där nummer 1 ligger vid korsningen med Linienstrasse och numreringen därefter löper norrut på ena sidan fram till Scheringstrasse, vänder och går tillbaka längs andra sidan söderut till nummer 174.

## Namn
Ackerstrasse är uppkallad efter stadens åkermark utanför murarna då åkrarna nåddes via denna gata norrut. Gatan anlades omkring 1750 och kallades fram till 1801 Zweite Reihe im Neuen Vogtland respektive Dritte Reihe im Neuen Vogtland.

## Historia

### 1700-talet och 1800-talet
Den dåvarande stadskommendanten, generallöjtnant Hans Christoph Friedrich von Hacke, fick 22 september 1751 order av kung Fredrik II av Preussen att låta uppföra bostadshus på området närmast utanför Berlins tullmur, mellan Hamburger Tor och Rosenthaler Tor. Planer gjordes upp för 30 hus för sammanlagt 60 familjer som valdes ut bland bosättare som anmält intresse. Kungens syfte med åtgärden var att uppmuntra bosättning av kvalificerad arbetskraft från andra delar av Tyskland på preussisk mark. De nya invånarna var huvudsakligen hantverkare från Voigtland, vilket gav upphov till beteckningen Neu-Voigtland på det nya bostadsområdet. Gatorna anlades parallellt i rader och fick ursprungligen en nummerbeteckning, där nuvarande Ackerstrasse var den "andra raden". Alla de nybyggda husen var av enhetligt, snabbt och prisvärt utförande, vilket gav upphov till en trend inom bostadsbyggandet i Berlin. Mellan de enskilda bostadshusen anlades trädgårdar. I takt med att staden förtätades och den sociala strukturer förändrades under 1800-talet anlades ytterligare gator så att nuvarande Ackerstrasse nu var den "tredje raden". Under 1800-talet kom Voigtland att i Berlin få ett rykte som ett fattigt område med sociala problem, och kallades ibland även "Berlins Sahara". De befintliga husen utökades nu ofta genom tillbyggnader vid sidorna, så att fasaderna mot gatan till slut helt slöts. Med tiden kom många kaféer och ölstugor att öppnas här och på Bergstrasse i närheten låg bryggeriet Bergschlösschen.
Vid denna tid hade beteckningen Neu-Voigtland fallit ur bruk och istället räknades området till Oranienburger Vorstadt. Invånarna skickade i augusti 1800 en skrivelse till Berlins polisdirektion för att ansöka om fastläggandet av officiella gatunamn. På en polismans förslag fick den "tredje raden" officiellt namnet Ackerstrasse 18 februari 1801. De närmaste gatorna fick namnen Bergstrasse och Gartenstrasse. Den 6 april 1833 införlivades även gatuavsnittet mellan Invalidenstrasse och Liesenstrasse och fick till en början beteckningen Neue Ackerstrasse. Den sydliga förlängningen av gatan fram till Koppenplatz gjordes 1877.
I mitten av gatan vid Ackerstrasse 37 anlades 1844 S:ta Elisabeth-kyrkogården, som fortfarande idag är i bruk.
Under 1870-talet och 1880-talet byggdes hyreskaserner längs gatan som radikalt förändrade utseende och invånartätheten steg enormt. År 1895 anlades här den första tunnelbanan på den europeiska kontinenten, som gick mellan AEG:s fabrik vid Ackerstrasse och det större AEG-fabriksområdet vid Voltastrasse. I slutet av 1800-talet uppfördes den fortfarande existerande marknadshallen Ackerhalle vid hörnet med Invalidenstrasse.

### 1900-talet och 2000-talet
Under åren från 1961 till 1989 delades Ackerstrasse i en nordlig Västberlindel och en sydlig Östberlindel av Berlinmuren, så att delen närmast gränsen var avspärrad och endast fick beträdas med specialtillstånd. År 1982 upptogs 29 hus mellan Torstrasse och Invalidenstrasse som byggnadsminne, Ensemble Ackerstrasse. Från 1994 till 2009 låg den södra delen av Ackerstrasse som tillhörde stadsdelen Mitte inom saneringsområdet Rosenthaler Vorstadt, medan den nordliga delen i Gesundbrunnen tillhörde saneringsområdet Wedding-Brunnenstrasse. Idag består bebyggelsen längs gatan därför till stor del av nyligen renoverad 1800-talsbebyggelse.
Vid korsningen med Bernauer Strasse och i riktning bort mot Bergstrasse finns det enda avsnittet av Berlinmuren som bevarats i ursprungligt skick, Gedenkstätte Berliner Mauer, som även har ett besöks- och dokumentationscentrum med utställningar, Dokumentationszentrum Berliner Mauer.

## Bebyggelse
- Nummer 4 var under 1800-talet en depå för Berlins hästspårväg, i anslutning till linjen mellan Gartenstrasse och Alexanderplatz som ledde över gatans norra del.
- Musikern Rainald Grebe bodde på Ackerstrasse 5 under 1990-talet.
- Nummer 14/15 är marknadshallen Ackerhöfe, idag ett snabbköp.
- Maskinbyggnadsentreprenören Wilhelm Carl Johann Wedding hade sitt kontor på Ackerstrasse 50 och nummer 76.
- Mittemot nummer 76 står den katolska S:t Sebastiankyrkan.
- På Ackerstrasse 80 ligger en av de få bevarade hyreskasernerna med kvadratiskt kringbyggd innergård och kringgående tillgänglig takkonstruktion.
- På Ackerstrasse 85/86 ligger det buddistiska Fo Guang Shan-templet.
- På adressen Ackerstrasse 132 låg tidigare det ökända och trångbebyggda hyreskasernkomplexet Meyers Hof.
- Vid hörnet mot Feldstrasse låg från 1867 en fabrik tillhörande Berliner Maschinenbau AG.

Totalt ligger 19 byggnadsminnesminnesmärkta hus längs gatan: nummer 1-5, 10-13, 16/17, 19-22, 144-147, 154/155, 165 och 171.